# Ehretia resinosa
Ehretia resinosa là loài thực vật có hoa trong họ Ehretiaceae. Loài này được Hance mô tả khoa học đầu tiên năm 1880.